# فرودگاه لکسلو باناک
فرودگاه لکسلو باناک (به انگلیسی: Lakselv Airport, Banak) یک فرودگاه نظامی و غیرنظامی با کد یاتا LKL است که یک باند فرود آسفالت, some بتن دارد و طول باند آن ۲۷۸۴ متر است. این فرودگاه در کشور نروژ قرار دارد و در ارتفاع ۸ متری از سطح دریا واقع شده است.

## شرکت‌های هواپیمایی و مقصدهای پروازی

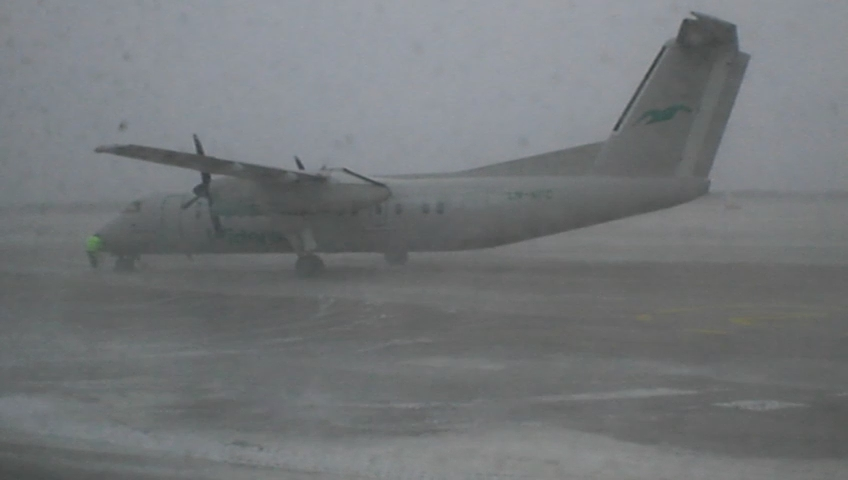
A ویدروئه de Havilland Canada Dash 8-300 in a blizzard at Banak

| شرکت‌های هواپیمایی | مقصدهای پروازی       |
| ----------------- | -------------------- |
| بی‌اچ ایر          | چارتر فصلی: بورگاس   |
| نروجین ایر شاتل   | فصلی: گاردرموئن اسلو |
| ویدروئه           | آلتا، ترومسا         |